# Dabaye III
Dabaye III est une localité du Cameroun située dans la commune de Guémé, le département du Mayo-Danay et la Région de l'Extrême-Nord, à proximité de la frontière avec le Tchad.

## Population
En 1967, Dabaye I, II et III, ensemble, comptaient 1 620 habitants, principalement des Massa.
Lors du recensement de 2005, les trois villages ont été comptabilisés séparément. À Dabaye III, on a dénombré 916 personnes.